# بزمجه طلایی
 بزمجه طلایی(نام علمی: Varanus flavescens) نام یک گونه از سرده بزمجه است.